# Modesto Bría
Modesto Bría (Encarnación, 8 de março de 1922 - Rio de Janeiro, 30 de agosto de 1996) foi um futebolista e treinador Paraguaio.
Começou sua carreira no Nacional e, com grandes atuações, foi levado ao Flamengo por Ary Barroso. Rubro-negro fanático, o compositor foi ao Paraguai de voo fretado para não chamar a atenção dos dirigentes do time local que, quando se deu conta, já tinha perdido a sua grande promessa. No Flamengo, Modesto jogou por 10 anos onde jogou em 369 partidas, 204 vitórias, 73 empates e 92 derrotas; 8 gols, tendo participado da campanha do primeiro tricampeonato estadual do clube (1942, 1943 e 1944). Depois de encerrar a carreira, Modesto teve cinco passagens como técnico do clube carioca, totalizando 83 jogos.

## Títulos
Flamengo
- Campeonato Carioca: 1943, 1944, 1953)
- Torneio Início do Campeonato Carioca: 1946, 1951 e 1952
- Torneio Relâmpago: 1943
- Troféu Cezar Aboud: 1948
- Troféu Embaixada Brasileira da Guatemala: 1949
- Troféu Comitê Olimpico Nacional da Guatemala: 1949
- Taça Cidade de Ilhéus: 1950
- Copa Elfsborg: 1951
- Troféu Cidade de Arequipa: 1952
- Torneio Internacional de Lima: 1952
- Troféu Juan Domingo Perón: 1953
- Torneio Quadrangular de Curitiba: 1953

Nacional
- Campeonato Paraguaio: 1942